# Wohnqualität
Die Wohnqualität (oder Wohnkomfort, Wohnstandard, Wohnungsqualität) ist Bestandteil der Lebensqualität und betrifft den Komfort beim Wohnen. 
Die Wohnqualität kann den Wohnungszweck (Dienstwohnung, Ersatzwohnung, Ferienwohnung, Hauptwohnung, Seniorenwohnung, Studentenwohnung oder Zweitwohnung) betreffen und wird durch viele Faktoren beeinflusst. Sie bezieht sich einerseits die Wohnung selbst und andererseits auf die Umgebung der Wohnung. Die Wohnungsqualität betrifft den baulichen Zustand der Wohnung, die Wohnqualität eher das Wohnen selbst.

## Wohnung
Die Wohnqualität wird beeinflusst durch wohnungstypische Faktoren:
- Wohnungsart: Einfamilienhaus, Doppelhaus oder Mehrfamilienhaus;
- Wohnungsrecht: Eigentumswohnung, Mietwohnung;
- Wohnfläche: Kleinwohnung, Appartement, Sozialwohnung, Luxuswohnung;
- Baujahr: Altbau (bis 1948), Neubau (ab 1949)[2];
- Wohnungsausstattung: Bad, Balkon, Diele, Erker, Fitnessraum, Keller, Küche, Wellness;
- Bauausstattung des Wohngebäudes: Berücksichtigung der Bauphysik und Baustoffkunde wie Barrierefreiheit, Lärmschutz, Wärmedämmung, Wohngesundheit, Wohnhygiene durch Schadstoffkonzentration in der Raumluft. Unterstes Niveau ist die Schrottimmobilie, höchstes die Luxuswohnung oder der Penthouse.

## Umgebung der Wohnung
Eine Wohnung ist Bestandteil eines Wohngebäudes. Hierbei sind als Einflussfaktoren auf die Wohnqualität zu erwähnen:
- Nachbarschaft: Siedlungsdichte, Wohndichte;
- technische Anlagen: Abfallentsorgung, Aufzugsanlage, Energiequellen, Heizungstechnik, Müllschlucker;
- Außenanlagen: Vorgarten, Grünanlage, Kinderspielplatz, Stellplatz, Tiefgarage;
- Straßenkategorie: Hauptverkehrsstraße, Wohnstraße;
- Wohnlage: Allgemeine Zentralität und Einzelhandelszentralität, Verkehrsanbindung (auch an den ÖPNV) und Verkehrsinfrastruktur;
- lagebedingt: Immissionen durch Lärm (Nachbarn, Gewerbe- oder Verkehrslärm: Straßenverkehrslärm, Schienenverkehrslärm, Fluglärm);
- Immissionsschutz: Lärmschutz, Schallschutz, Wärmedämmung, Verkehrsberuhigung des Straßenverkehrs.

Jeder Wohnungssuchende wird diese Faktoren unterschiedlich gewichten, einige Faktoren für nicht relevant halten und dafür andere Faktoren bevorzugen.
Die Lage ergibt sich aus der Abstufung der Baunutzungsverordnung (BauNVO), die folgendermaßen unterscheidet:
| Rechtsbegriff          | Rechtsgrundlage | Legaldefinition | Zulässigkeit |
| ---------------------- | --------------- | --- | --- |
| Kleinsiedlungsgebiete  | § 2 BauNVO      | dienen vorwiegend der Unterbringung von Kleinsiedlungen einschließlich Wohngebäuden mit entsprechenden Nutzgärten und landwirtschaftlichen Nebenerwerbsbetrieben                                                                                      | auch Gartenbaubetriebe, Läden, Schankwirtschaften, Gaststätten sowie nicht störende Handwerksbetriebe sind zulässig |
| reines Wohngebiet      | § 3 BauNVO      | dienen dem Wohnen | Wohngebäude und Anlagen zur Kinderbetreuung |
| allgemeines Wohngebiet | § 4 BauNVO      | dienen vorwiegend dem Wohnen | Läden, Schankwirtschaften, Gaststätten sowie nicht störende Handwerksbetriebe |
| Dorfgebiete            | § 5 BauNVO      | dienen der Unterbringung der Wirtschaftsstellen land- und forstwirtschaftlicher Betriebe, dem Wohnen und der Unterbringung von nicht wesentlich störenden Gewerbebetrieben sowie der Versorgung der Bewohner des Gebiets dienenden Handwerksbetrieben | Kleinsiedlungen mit Wohngebäuden und Nutzgarten, Betriebe der Agrarproduktion, Einzelhandelsunternehmen, sonstige Gewerbebetriebe, öffentliche Verwaltung, Kirchen, Anlagen für Kultur, soziale, sportliche und gesundheitliche Zwecke, Gartenbaubetriebe, Tankstellen |
| dörfliche Wohngebiete  | § 5a BauNVO     | dienen dem Wohnen sowie der Unterbringung von land- und forstwirtschaftlichen Nebenerwerbsstellen und nicht wesentlich störenden Gewerbebetrieben. Die Nutzungsmischung muss nicht gleichgewichtig sein                                               | wie bei Dorfgebiete |
| Mischgebiete           | § 6 BauNVO      | dienen dem Wohnen und der Unterbringung von Gewerbebetrieben, die das Wohnen nicht wesentlich stören | Wohngebäude, Geschäfts- und Bürogebäude, Schankwirtschaften, Gaststätten, Hotels, Vergnügungsstätten |
| urbane Gebiete         | § 6a BauNVO     | dienen dem Wohnen sowie der Unterbringung von Gewerbebetrieben und sozialen, kulturellen und anderen Einrichtungen, die die Wohnnutzung nicht wesentlich stören. Die Nutzungsmischung muss nicht gleichgewichtig sein                                 | wie bei Mischgebieten; im Erdgeschoss an der Straßenseite muss eine Wohnnutzung nicht oder nur ausnahmsweise zulässig sein |
| Kerngebiete            | § 7 BauNVO      | dienen vorwiegend der Unterbringung von Handelsbetrieben sowie der zentralen Einrichtungen der Wirtschaft, der Verwaltung und der Kultur | wie urbane Gebiete; oberhalb eines im Bebauungsplan bestimmten Geschosses sind nur Wohnungen zulässig |
| Gewerbegebiete         | § 8 BauNVO      | dienen vorwiegend der Unterbringung von nicht erheblich belästigenden Gewerbebetrieben, nicht jedoch dem Wohnen | wie Kerngebiete; ausnahmsweise dürfen Wohnungen Aufsichts- und Bereitschaftspersonal sowie für Betriebsinhaber und Betriebsleiter vorgesehen sein |
| Industriegebiete       | § 9 BauNVO      | dienen ausschließlich der Unterbringung von Gewerbebetrieben, und zwar vorwiegend solcher Betriebe, die in anderen Baugebieten unzulässig sind; nicht jedoch dem Wohnen                                                                               | Gewerbebetriebe aller Art, auch Industriebetriebe, Energieversorgungsunternehmen |

Eine geringe Siedlungsdichte wie in Kleinsiedlungsgebieten weist nicht per se eine bessere Wohnqualität auf als Gegenden mit hoher Siedlungsdichte (Kerngebiete). Vielmehr hängt es von den subjektiven Vorstellungen des Wohnungssuchenden ab, wie er die Wohndichte einstuft. Ein den Stadtverkehr bevorzugender „Städter“ wird in der Stadt größeres Wohlbefinden erreichen können als ein „Landmensch“.

## International
In Österreich sind die Verhältnisse identisch. Die Wohnzufriedenheit steht mit den unmittelbaren Eigenschaften der Wohnung selbst in Zusammenhang. Diese Dimension umfasst etwa die Gebäudeart, das Rechtsverhältnis oder unter anderem auch die Größe der Wohnung. Gerade für diese Dimension gilt, dass nicht alle relevanten Merkmale, die einen Einfluss auf die Wohnungszufriedenheit haben könnten, in einem Fragebogen erfasst sind. Dies nicht zuletzt deshalb, weil es einige Eigenschaften einer Wohnung gibt, die für die subjektive Bewertung von Relevanz sind, aber nur schwer in einer Erhebung (vollumfänglich) erfasst werden können (etwa die Lage, Anordnung der Räume, Raumhöhen, Bauqualität, Nachbarn).
Das schweizerische Bundesamt für Wohnungswesen versteht unter der Wohnqualität den Wohnwert hinsichtlich der Qualität der Wohnung (W1), der Wohnanlage (W2) und der Standortqualität (W3).

## Wirtschaftliche Aspekte
Auf dem Wohnungsmarkt als Teilmarkt des Immobilienmarkts spielen betriebswirtschaftliche Kennzahlen wie die Mietbelastungsquote (bei Immobiliarmiete) oder der Schuldendienstdeckungsgrad (bei Immobilienfinanzierung) eine Rolle, die durch die Wohnqualität beeinflusst werden. Sind diese Quoten gering, kann die Wohnqualität als niedrig eingestuft werden. Die Wohnqualität wirkt sich auf den Marktwert von Immobilien aus. Das betrifft entweder den Kaufpreis oder die Wohnungsmiete; mit zunehmender Wohnqualität steigen sie und umgekehrt.
Im Eigentumssektor ist die Wohnqualität deutlich besser als im Mietwohnungssektor, die privaten Mietwohnungen weisen wiederum eine geringere Wohnungsqualität auf als die Sozialwohnungen; im Extremfall haben Plattenbauten eine geringe Wohnqualität. Diese hängt auch mit der Zahlungsbereitschaft der Wohnungssuchenden für Miete oder Kaufpreise zusammen. Bei geringer Zahlungsbereitschaft ist auch die Wohnqualität niedrig und umgekehrt.
Von Wohnqualität kann gesprochen werden, wenn die Erwartungen des Wohnungssuchenden hinsichtlich der erwähnten Faktoren so weit wie möglich durch die Wohnung und Umgebung erfüllt werden und beim Wohnungsinhaber Zufriedenheit hinsichtlich der Wohnverhältnisse eintritt. Eine hohe Wohnqualität fördert das Wohlbefinden.